# أميلكير بيريتا
أميلكير بيريتا (بالإيطالية: Amilcare Beretta)‏ (مواليد 15 مارس 1892) هو ملاكم إيطالي، مثّل بلاده في الألعاب الأولمبية الصيفية في دورتي 1908 و1920.

## روابط خارجية
أميلكير بيريتا على موقع أوليمبيديا (الإنجليزية)